# 趙永吉 (聖職人員)
趙永吉是是中華民國台灣籍天主教會主教，出生於台湾臺中市，現任台北总教区辅理主教兼盧思固尼爾領銜主教與天主教金門、馬祖宗座署理區副主教。 2025 年 2 月 5 日，他被教宗方济各任命为台湾台北总教区辅理主教兼盧思固尼爾領銜主教。     

## 早年生活和教育
趙永吉于 1973 年 3 月 28 日出生于台湾台中。他获得了輔仁聖博敏神學院哲学和神学学士学位。他还拥有台湾辅仁大学宗教学学士学位。   

## 晉鐸
2001 年 2 月 3 日，趙永吉在嘉義教區晉鐸成為教區神父。  

## 晉牧
2025 年 2 月 5 日，他被教宗方济各任命为台湾台北天主教总教区的辅理主教和盧思固尼爾領銜主教。 他於 2025 年 4 月 3 日晉牧。   